# 瑞哈畢比·米彥
瑞哈畢比·米彥（Habib Miyan，1869年5月20日—2008年8月19日），印度拉賈斯坦邦人，宣稱自己是出生於1860年代 ，這是史上的最長壽命的人之一，但是他的年龄未有足夠的记录来证明。最近科學家在他家中發現出生紀錄，其出生日期可能是1869年5月20日 。
他的出生日期在1938年的養老金文件中提到，顯示他1878年5月20日出生，這個日期與他自己的年齡主張相衝突。米彥說他自從1938年從軍隊退役以領取養老金以來一直在使用這些文件，因此也使他成為“世界上登記時間最長”的老年養老金領取者。 他自己聲稱的生日來源於一個家族樹，其中列出了在1869年出生的拉希姆汗。米彥在2004年成為訪問上麥加朝覲之最古老的朝聖者，此前捐贈者捐贈資金來承保此次旅行。

## 外部連結
- Nowpublic.com obit for Miyan （页面存档备份，存于）
- India Server website covering Miyan's death
- Daily Mail obituary for Miyan （页面存档备份，存于）